# 宇佐八幡站
宇佐八幡站（日语：／ Usahachiman eki */?）是位於大分縣宇佐郡宇佐町（現時：宇佐市），大分交通宇佐參宮線的鐵路車站（廢站）。

## 概要
在1916年（大正5年）3月1日，隨著大分交通宇佐參宮線全線開業，此終點站啟用。在1935年（昭和10年），隨著建設宇佐神宮，此站被遷移。最後在1965年（昭和40年）8月21日，隨著宇佐參宮線全線廢除使此站被廢除。此站最接近宇佐神宮，站舍的外觀模仿神社建築。
宇佐八幡站的遺址變為宇佐神宮的停車場。另外在宇佐神宮內，保存了一架於宇佐參宮線行走的宇佐參宮線26號蒸氣機車（Kraus號），該機車在2005年（平成17年）3月29日被指定為大分縣有形文化財。

## 歷史
- 1916年（大正5年）3月1日 - 宇佐參宮鐵道車站啟用[3]。
- 1935年（昭和10年） - 隨著建設宇佐神宮，宇佐八幡站被遷移。
- 1945年（昭和20年）4月20日 - 成為大分交通宇佐參宮線的車站[3]。
- 1965年（昭和40年）8月21日 - 宇佐參宮線全線廢除[3]。

## 相鄰車站
大分交通
宇佐參宮線
宇佐高校前－宇佐八幡

## 注腳
1. ↑  「軽便鉄道運輸開始」《官報》1916年3月4日（國立國會圖書館數碼化收藏）
2. 1 2  うさ思い出の写真展 クラウス号とその時代 （页面存档备份，存于）（日語） 宇佐市民圖書館
3. 1 2 3 4  《日本鐵道旅行地圖帳 全線全站全廢線 12 九州沖繩》（監修：今尾惠介，新潮社，2009年4月發行）60頁
4. ↑  建築士おおいた 2013 秋季号 NO 111PDF（日語）
5. ↑  オールド観光案内図／大分県 宇佐参宮鉄道沿線名勝案内 （页面存档备份，存于）（日語） 地圖之資料館
6. ↑  指定文化財（歴史資料） 宇佐参宮線26号蒸気機関車（うささんぐうせん26ごうじょうききかんしゃ）[]（日語） 宇佐市

## 相關項目
- 日本鐵路車站列表 U